# Эпперсон, Гордон
Гордон Эпперсон (англ. Gordon Epperson; 18 января 1921 года, Уиллистон, Флорида — 31 октября 2006 года, Тусон, Аризона) — американский виолончелист и музыкальный педагог.
Окончил Консерваторию Цинциннати (1941), стажировался в Тэнглвуде у Григория Пятигорского. Затем защитил магистерскую диссертацию в Истменовской школе музыки (1949) под руководством Луиджи Силвы и докторскую в Бостонском университете (1960). Играл в Индианаполисском оркестре под руководством Фабиана Севицкого и в Сиэтлском симфоническом под руководством Томаса Бичема. Преподавал в университетах Луизианы (1952—1961), Огайо (1961—1967) и Аризоны (1967—1988).
Автор книг «Искусство преподавания виолончели» (англ. The Art of Cello Teaching), «Музыкальный символ: Исследование философской теории музыки» (англ. The Musical Symbol: A Study of the Philosophic Theory of Music), а также биографии британского психолога Эдмунда Герни, книги стихов «Сонеты из Индии» и романа «The Guru of Malad».